# Référendum constitutionnel chilien de 2023
Le référendum constitutionnel chilien de 2023 ou plébiscite constitutionnel de 2023 (en espagnol : Plebiscito constitucional 2023) a lieu le 17 décembre 2023 afin de proposer à la population du Chili une nouvelle Constitution, à l'issue des travaux de l'Assemblée constituante élue en mai 2023.
C'est la seconde fois en deux ans qu'une nouvelle Constitution est soumise au vote de la population, après l'échec par référendum du projet rédigé par l'Assemblée constituante élue en mai 2021. Là où cette dernière est alors jugée comme trop radicalement de gauche, le projet présenté en 2023 rencontre des critiques inverses, ayant été rédigé par une constituante dominée par les forces de droite et d'extrême droite.
Comme annoncé par les sondages d'opinion, le projet de Constitution est lui aussi rejeté. Ce deuxième échec met un terme au processus constituant entamé en 2020, le gouvernement actant le maintien de la Constitution de 1980.

## Contexte

### Échec du précédent projet

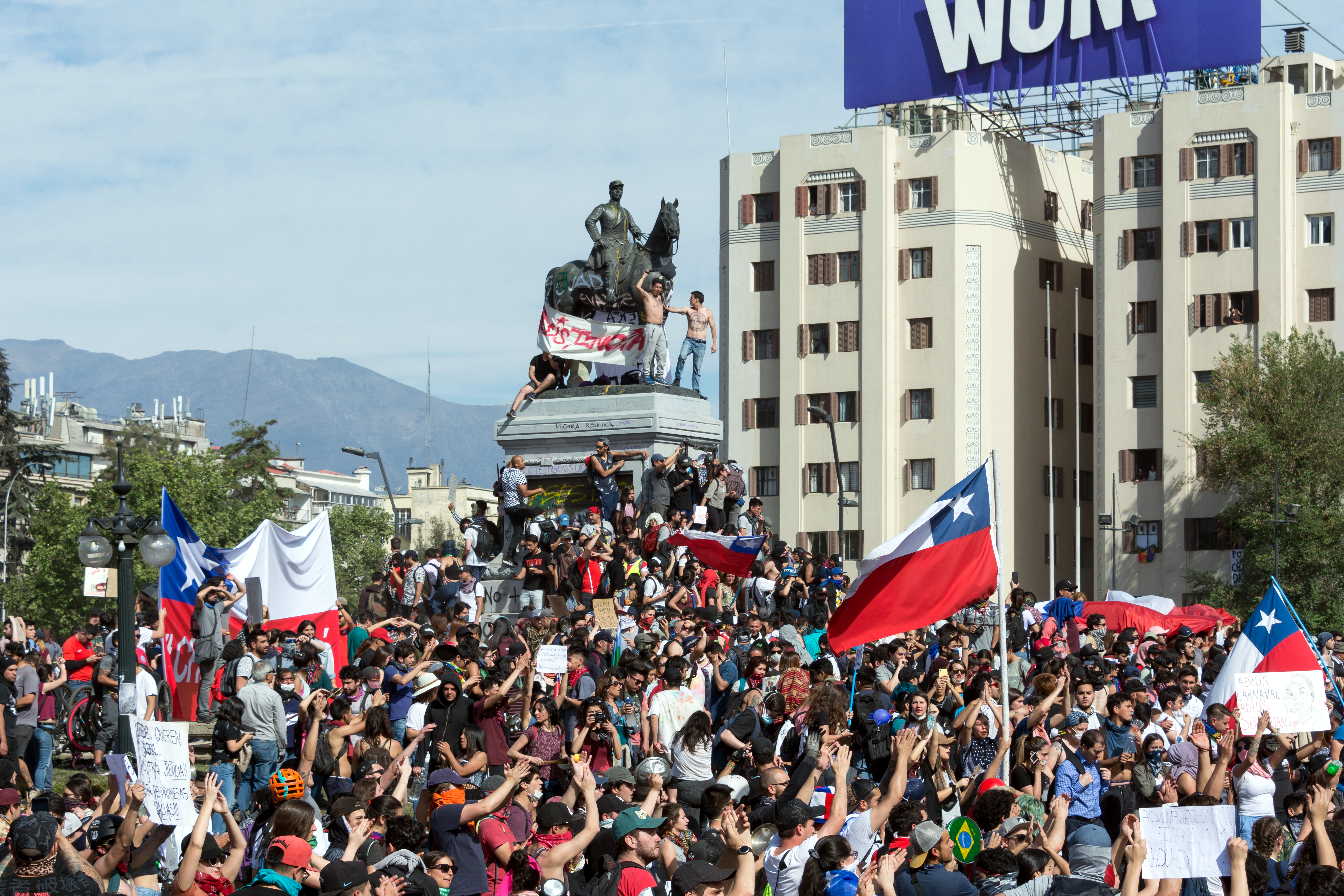
Manifestants chiliens en octobre 2019.

Le Chili est engagé depuis plusieurs années dans un processus de réécriture de sa Constitution, un mouvement de manifestations de grande ampleur à l'encontre des importantes inégalités sociales existantes ayant amené les principaux partis du pays à s’accorder sur la nécessité d'entreprendre ce changement. Bien que retardé par la pandémie de Covid-19, le référendum organisé le 25 octobre 2020 voit ainsi la population approuver à une très large majorité le remplacement de la Constitution en vigueur. Adoptée en 1980 sous le régime de Pinochet, celle ci était fortement critiquée par les manifestants en raison de son origine ainsi que de son contenu néolibéral fortement inégalitaire, consacrant un modèle économique fondé sur la privatisation d'une large part des biens publics, y compris l'éducation, la santé, les retraites et l'accès à l'eau,,,. Le succès du référendum conduit à la mise en place d'une Assemblée constituante élue lors d'élections constituantes organisées les 15 et 16 mai 2021, qui voient la percée des mouvements indépendants issus de la contestation envers le système politique et économique, au détriment des partis traditionnels, ainsi que la victoire des formations de gauche sur la liste unique de la droite, qui ne parvient pas à atteindre son objectif d'un tiers des sièges. La prépondérance des indépendants, de la gauche réunit dans la Liste d'approbation et de la gauche radicale dans celle d'Approbation dignité permet aux forces progressistes de disposer du quorum des deux tiers des voix au sein de la Constituante. N'étant ainsi pas soumis à la possibilité d'un véto de la part de la droite, celles ci entreprennent une refonte en profondeur de la Constitution,.

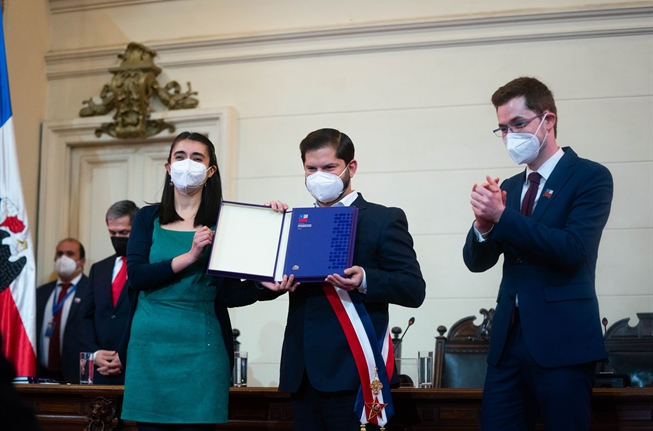
Le président Gabriel Boric recevant le projet de 2022

En fonction depuis un mois après sa victoire à l'élection présidentielle de 2021, le président Gabriel Boric reçoit en juillet 2022 le projet de Constitution issu des travaux de la Constituante, qu'il soumet à un référendum constitutionnel en septembre 2022.
Jugé trop radical, le projet de Constitution souffre cependant de nombreuses critiques aussi bien à droite qu'au centre droit et au centre gauche, les membres de l'Assemblée constituante étant accusés d'avoir délaissé les aspects techniques d'un texte constitutionnel au profit d'une vision « révolutionnaire ». Les critiques se focalisent notamment sur l’affirmation de la « plurinationalité » du Chili au détriment du caractère unitaire de l’État, l’octroi de droits collectifs aux indigènes, le renforcement de l’intervention de l’État dans l'application de nouveaux droits jugés mal définis, ou encore la baisse des pouvoirs du Sénat,. Le référendum de 2022 voit par conséquent le projet rejeté par une large majorité de près de 62 % des suffrages exprimés, dépassant les prédictions des sondages qui annonçaient déjà un échec du projet,.

### Relance du processus constituant

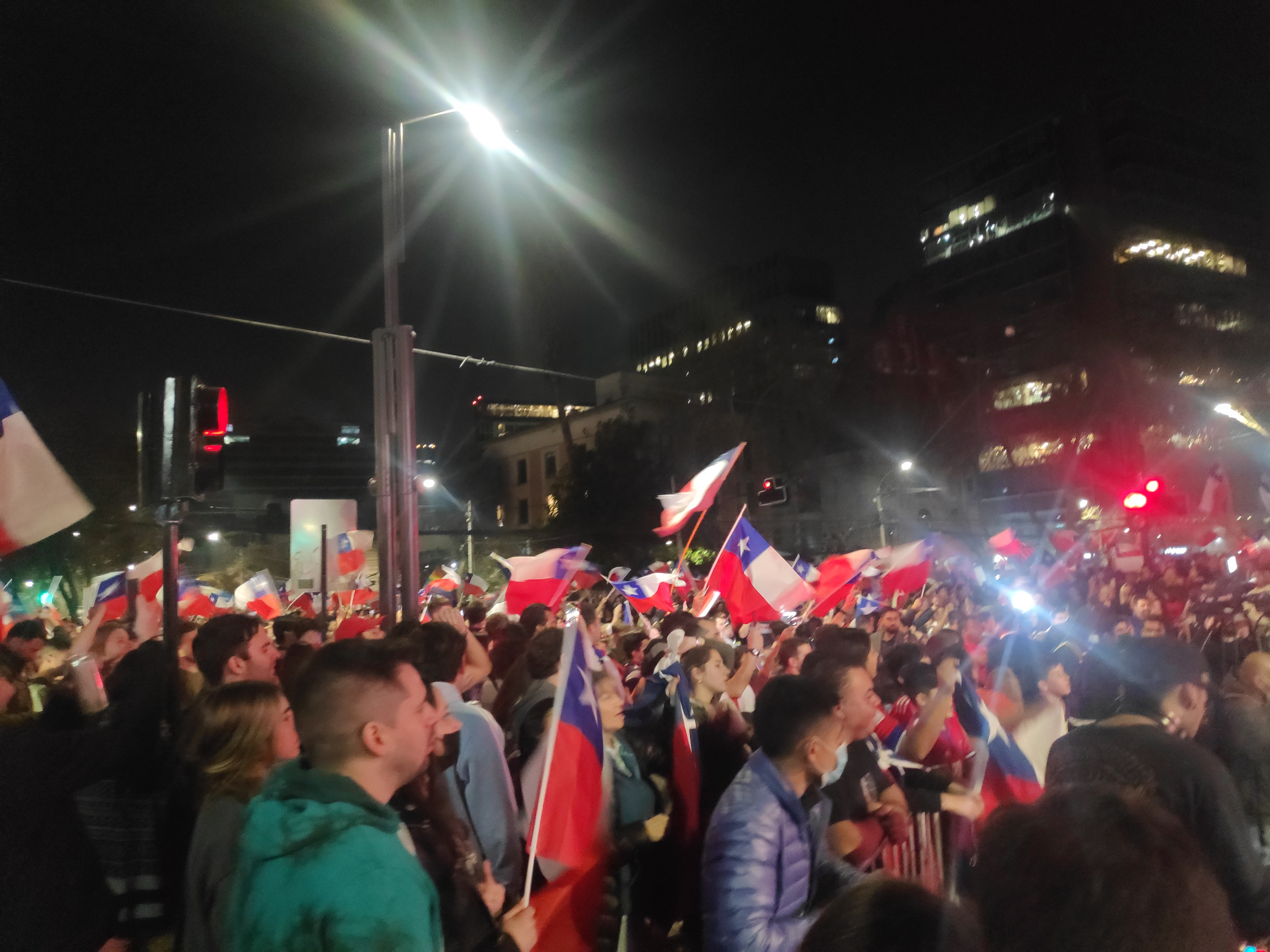
Partisan du rejet du projet de 2022 célébrant leur victoire à Santiago.

Cet échec amène les partis représentés au parlement à s’accorder le 12 décembre 2022 sur de nouvelles élections afin de mettre en place une nouvelle Assemblée constituante chargée de rédiger un autre projet de Constitution, entièrement nouveau, soumis à son tour à un nouveau référendum. L'accord est entériné par une loi votée le 11 janvier 2023.
Le processus constituant n'est pas simplement répété, mais organisé différemment, dans l'objectif affirmé de ne pas reproduire les mêmes erreurs. Là où l'Assemblée constituante de 2021 — en grande partie composée d'indépendants — s'était vue confiée la rédaction du projet constitutionnel dans son intégralité avec pour seules contraintes le maintien du caractère républicain du pays, de sa nature démocratique, de l’État de droit et des traités internationaux, celle de 2023 partage ce rôle avec une autre entité qui assure aux partis politique un plus grand contrôle sur le processus. De plus l'ensemble des travaux constituantes sont restreints par le respect d'une listes de  douze principes sur lesquels les parlementaires se sont entendus lors de l'accord de décembre 2022. La gauche obtient ainsi la garantie d'une mention explicite du rôle social de l’État, tandis que la droite obtient celle d'une nation « une et indivisible », l'idée étant à la fois d'inclure les principales revendications issues du mouvement social à l'origine du processus, tout en excluant les éléments les plus polémiques du projet de 2022, tel que l'atteinte au caractère unitaire de l’État,.

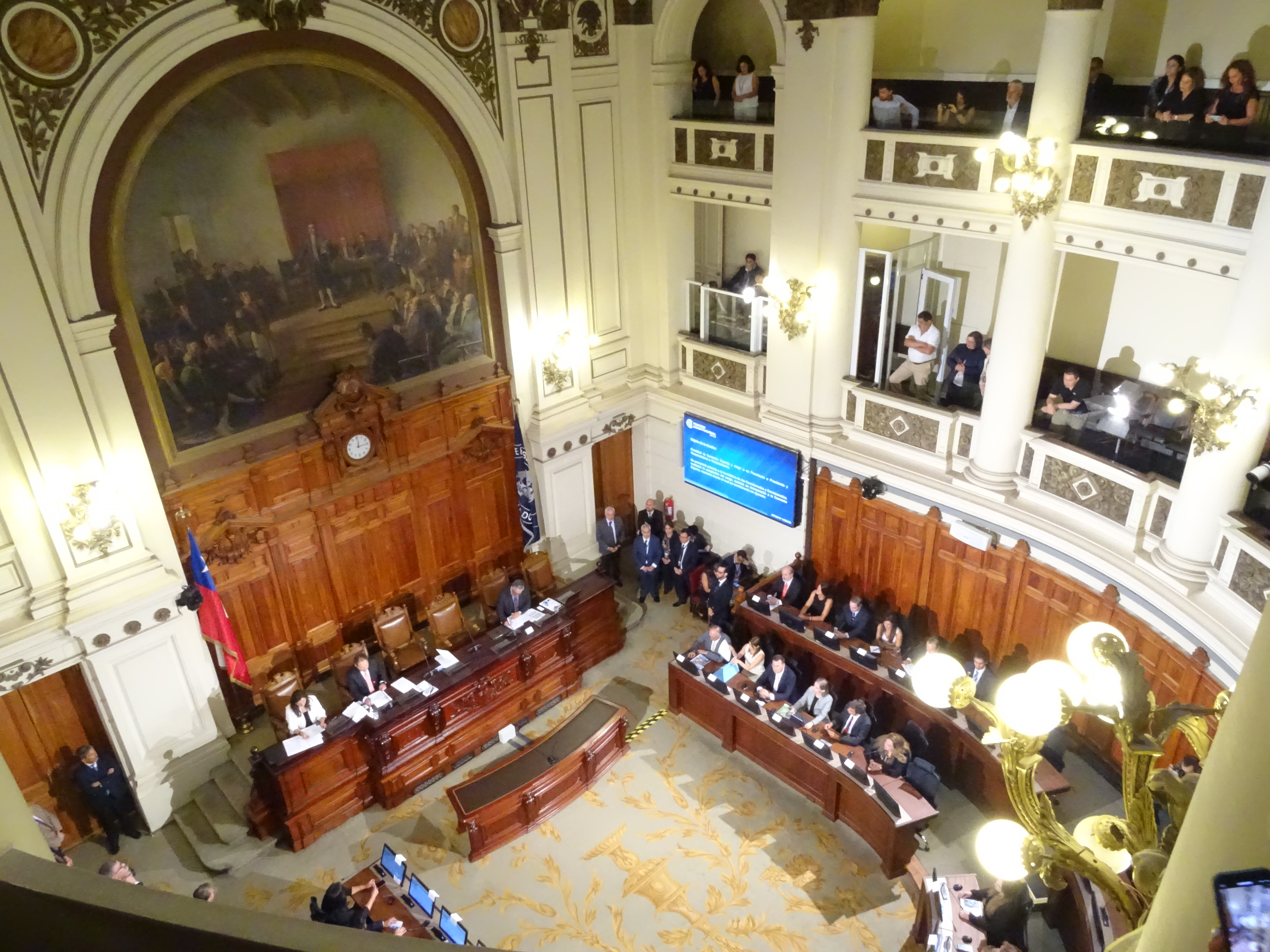
Session inaugurale du Comité d'experts le 6 mars 2023.

La rédaction d'un avant-projet est en premier lieu confié à une Commission d'experts dont les 24 membres, choisis pour la qualité de leur carrière professionnelle ou académique, sont nommés par le parlement à raison de douze membres par la Chambre des députés et douze membres par le Sénat. Leur nomination est validée dans chaque chambre par un vote à la majorité qualifiée des quatre-septièmes, soit environ 57 %. L'avant-projet est ensuite discuté et modifié par l'Assemblée constituante — dont les 50 membres sont élus au suffrage direct, contre 155 en 2021 — en collaboration avec la commission. Les modifications de la Constituante doivent être faite à la majorité des trois-cinquièmes de ses membres, soit 60 %,.
Enfin, un « Comité technique d'admissibilité » a pour rôle de contrôler le respect des douze principes de l'accord de 2022 par le nouveau texte constitutionnel. Composé de  14 juristes choisis par la Chambre des députés sur proposition du Sénat, le comité doit ainsi vérifier que le texte constitutionnel inclut explicitement ces principes sans jamais les contredire. Le caractère vague et sujet à interprétation de plusieurs de ces points laissent alors supposer que le Comité sera susceptible de jouer un grand rôle dans le processus constituant,. Ces douze principes sont les suivants :
1. Le Chili est une république démocratique dont la souveraineté réside dans le peuple.
2. Le Chili est un État unitaire et décentralisé.
3. La souveraineté est limitée par la dignité de la personne humaine et les droits de l'homme reconnus dans les traités internationaux ratifiés par l'État du Chili et en vigueur. En outre, la Constitution établira que le terrorisme, sous toutes ses formes, est fondamentalement contraire aux droits de l'homme.
4. La Constitution reconnaît les peuples autochtones comme faisant partie de la nation chilienne, qui est une et indivisible. Par conséquent, l’État respectera et promouvra leurs droits et leurs cultures.
5. Le Chili est un État de droit social et démocratique dont le but est de promouvoir le bien commun. Celui-ci reconnaît les droits et libertés fondamentaux et promeut le développement progressif des droits sociaux, sous réserve du principe de responsabilité fiscale et par le biais des institutions étatiques et privées.
6. Les emblèmes nationaux du Chili sont le drapeau, les armoiries et l'hymne national.
7. Le Chili dispose de trois pouvoirs distincts et indépendants : exécutif, judiciaire et législatif.
8. Le Chili établit constitutionnellement, entre autres, les organes autonomes suivants : Banque centrale, Commission électorale, ministère public et contrôleur général de la République.
9. Le Chili protège et garantit les droits et libertés fondamentaux, tels que le droit à la vie, l'égalité devant la loi, le droit à la propriété dans ses diverses manifestations, la liberté de conscience et de culte, l'intérêt supérieur des enfants et des adolescents, a liberté d'éducation, la primauté du droit-devoir des familles à choisir l'éducation de leurs enfants
10. Le Chili établit constitutionnellement avec subordination au pouvoir civil l'existence des forces armées et des forces de l'ordre et de sécurité, avec une mention expresse des carabiniers du Chili et de la police d'enquête du Chili.
11. La Constitution établit au moins quatre états d'exception : loi martiale, état de siège, état de catastrophe et état d'urgence.
12. Le Chili est constitutionnellement engagé en faveur de la protection et de la conservation de la nature et de sa biodiversité.

Le calendrier est par ailleurs raccourci. Si les travaux des experts élus par le parlement s'étendent du 6 mars au 6 juin, les travaux de l'assemblée doivent commencer le 6 juin 2023 pour s'achever le 6 novembre suivant, avant le référendum le 17 décembre 2023. L'assemblée dispose ainsi de cinq mois pour mener ses travaux, contre neuf mois extensibles de trois mois pour celle de 2021,.

### Élections constituantes de 2023

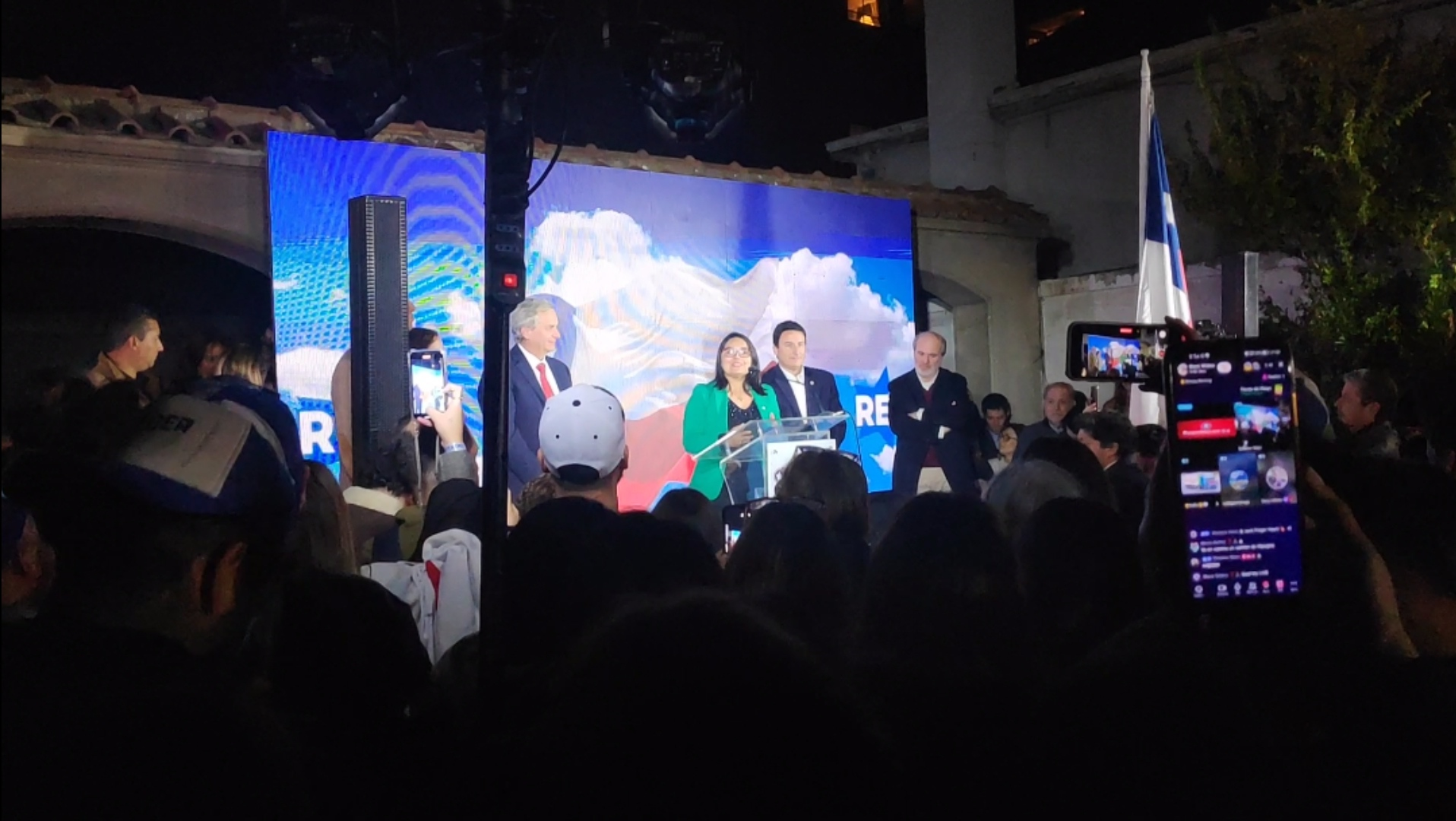
Discours de victoire des dirigeants du Parti républicain au soir des élections.

Les élections constituantes chiliennes de 2023 voient arriver en tête le Parti républicain, l'un des partis les plus opposés à la réécriture de la Constitution. Mené par José Antonio Kast, candidat malheureux face à Gabriel Boric au second tour de l'élection présidentielle de 2021, le parti remporte à lui seul 22 sièges sur 51, bénéficiant des préoccupations de la population concernant l’immigration et l’insécurité, deux thématiques qui concentrent alors le débat politique au Chili. Arrivée deuxième, l'alliance de gauche Unité pour le Chili réunissant socialistes et communistes dispose quant à elle de 17 sièges, soit moins d’un tiers du total, une situation inverse à celle des précédentes élections constituantes. Arrivée troisième, l'alliance Chili sans danger, qui s'étend du centre droit à la droite de l'échiquier politique, remporte 11 sièges. La coalition Tout pour le Chili sort quant à elle grande perdante du scrutin en échouant à obtenir le moindre siège, consacrant ainsi le recul des formations historiques de l'ère de l'après Pinochet au pouvoir jusqu'en 2010. Malgré un taux de participation très élevé qui atteint presque 85 % des inscrits, favorisé par le caractère obligatoire du vote, le nombre très élevé de votes blancs ou nuls est également remarqué, ces derniers totalisant plus d'un votant sur cinq.
Les modifications du texte proposé par la Commission d'experts devant obtenir la majorité des trois-cinquièmes, soit 31 voix, le Parti républicain dispose ainsi de la possibilité de bloquer toute tentative de modification contraire à ses idéaux, sans pour autant pouvoir imposer les siennes. Ouvertement opposé au remplacement de la Constitution, cette formation d'extrême droite était notamment absent de l'accord conclu le 12 décembre 2022 pour la relance du processus constituant. Ces résultats cumulés à ceux de Chili sans danger permettent à l'ensemble des forces de droite de disposer de la majorité des trois-cinquièmes, une situation inverse de celle des précédentes élections constituantes,,.
Face à la position de force du Parti républicain, le président Gabriel Boric appelle ses membres à ne « pas commettre la même erreur » que les forces de gauche en 2021, lorsque ces dernières, majoritaire à l'Assemblée constituante, avait conçu un texte entièrement acquis à leur seules idées, au point d'être finalement rejetée par l'électorat faute de consensus.

## Contenu

### Principes fondamentaux et droits

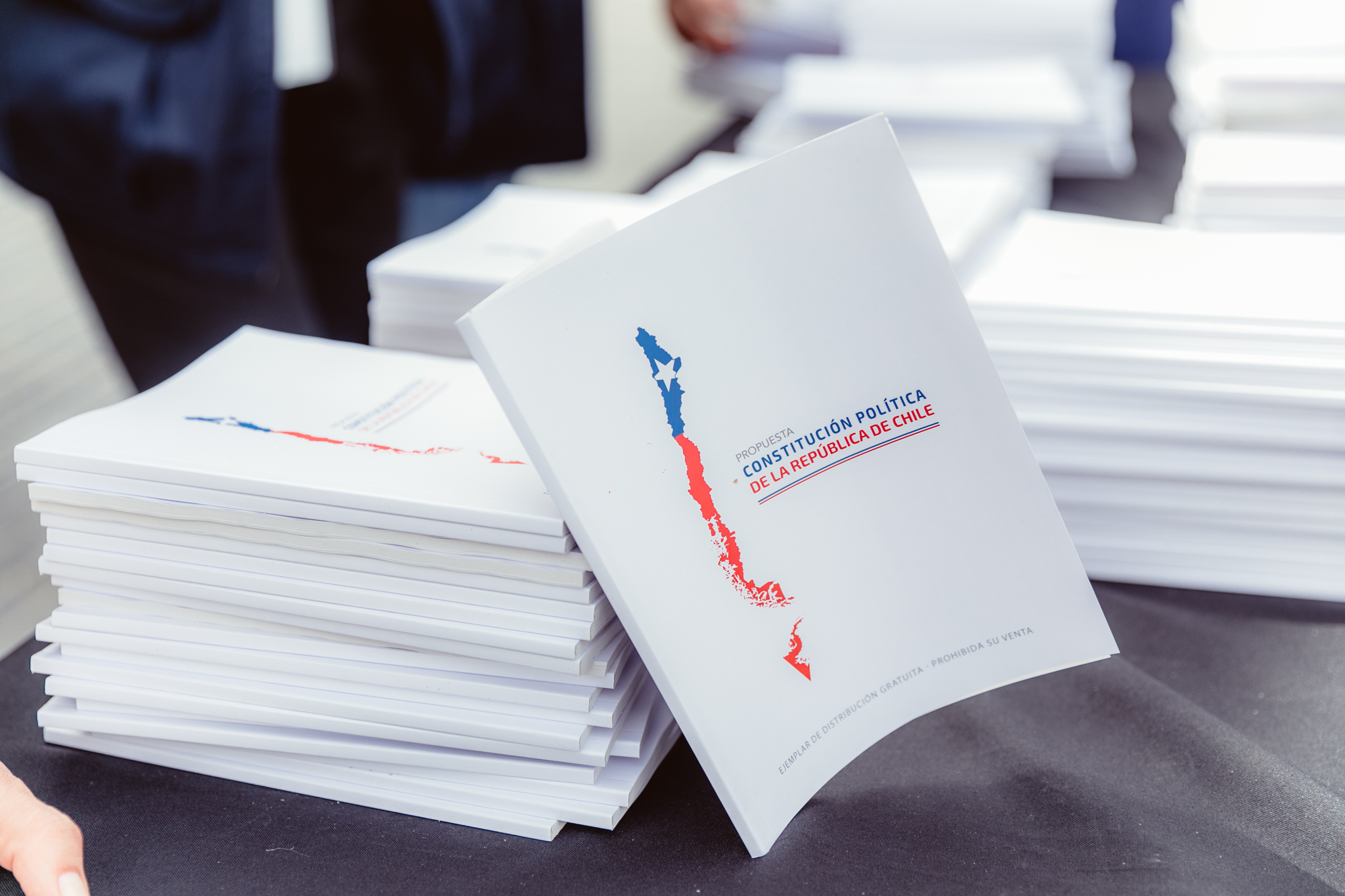
Exemplaires du projet de nouvelle Constitution.

La question posée est « Êtes-vous pour ou contre le texte de la nouvelle Constitution ? ». Composé de 216 articles divisés en 17 chapitres auxquels s'ajoutent 62 dispositions transitoires, le projet de Constitution est en majeure partie composé de l'avant-projet rédigé par la Commission d'experts, qui consiste en une tentative d'atteindre un « équilibre entre changement et continuité » après l'échec de l'année précédente. Rédigé par des technocrates nommés par un parlement en équilibre entre forces de gauche et de droite, le texte est ainsi remarqué pour ses avancées dans plusieurs domaines, supposées satisfaire les différents bords politiques sans pour autant provoquer de changement radical. Le projet de Constitution inclus notamment un « État social de droit » incluant le droit à la santé, au logement, à l'eau, à la sécurité sociale et à l'éducation, tout en précisant que leur mise en place devra être effectuée de manière progressive à travers les institutions publiques et privées, sans décision arbitraire et de manière fiscalement responsable. Ce souci d'atteindre un « terrain d'entente » contraste alors avec la composition de l'Assemblée constituante à laquelle l'avant-projet est confié le 6 juin 2023, celle ci étant dominée par les représentants de la droite et de l’extrême droite,,. Il n'est finalement jamais fait recours au Comité technique d'admissibilité.
Le Parti républicain met à profit sa prédominance au sein de la Constituante pour entreprendre plusieurs changements notables, dont la modifications de plusieurs articles au sujet desquels ses propositions avaient auparavant été rejetées par la Commission d'expert. Parmi celles ci figurent notamment la question du droit à l'avortement, avec l'ajout de la « protection de la vie de l'enfant à naître », en accord avec sa position pro-vie. Le Chili interdit alors déjà l'avortement sauf en cas de viol, de non viabilité du fœtus ou de menace pour la vie de la mère,,. Confronté à l'opposition du reste de l'assemblée, les républicains acceptent finalement un compromis. L'article 16 finalement inséré comporte ainsi la formulation de genre neutre « protection de [celui ou celle] à naître » en utilisant le mot « quien » au lieu de « el que » pour désigner le foetus, ce qui permet de lui attribuer une protection constitutionnelle, mais plus faible que celle d'une personne dotée de droits individuels.
Le projet de Constitution reconnaît pour la première fois les peuples autochtones, répondant ainsi à une aspiration de longue date des peuples indigène, notamment mapuches, mais sans pour autant leur accorder une autonomie spécifique.
En matière de politique sociale, les travaux menés par l’extrême droite amènent à une reconnaissance plus explicite du droit des parents à choisir l'éducation de leurs enfants. C'est cependant surtout la question de la gestion des systèmes de santé et de retraite qui conduisent à un conflit ouvert entre les républicains et les forces de gauche, les premiers décidant d'assurer le maintien du système en place en donnant explicitement aux citoyens le libre choix de l'institution publique ou privé gérant ces deux domaines. Cette position les opposent alors au gouvernement du président Gabriel Boric, dont les forces de gauche soutenaient la formulation de l'avant-projet. En n'explicitant pas ce choix, ce dernier laissait en effet la possibilité à un futur gouvernement de légiférer pour mettre en place des systèmes intégralement publics,. Le texte du projet final est par conséquent vivement critiqué par le gouvernement, qui y voit des dispositions « vidant de son sens » le principe d'un État social et visant à préserver les inégalités sociales.

### Rationalisation du système politique
Le texte introduit plusieurs changements visant à combattre le morcellement politique, jugé responsable de l'incapacité des gouvernements à résoudre les problèmes du pays. L'introduction de ces éléments de parlementarisme rationalisé intervient dans le cadre d'un régime présidentiel avec un président de la République dotés du pouvoir exécutif combiné à un parlement, le Congrès national, dont les deux chambres, la Chambre des députés et le Sénat, sont élus au scrutin proportionnel plurinominal sans seuil électoral. La combinaison de ces systèmes conduit le président, à la fois chef de l’État et du gouvernement, à ne disposer que rarement d'une majorité parlementaire, entrainant une paralysie fréquente de l'action du gouvernement et un mécontentement général de la population envers l'état de la démocratie chilienne,.
Contrairement au projet de 2022, les pouvoirs du Sénat ne sont pas réduits. Un seuil électoral est en revanche introduit à la Chambre des députés, limitant l'attribution des sièges aux partis ayant réuni plus de 5 % des suffrages exprimés au niveau national, sauf si la répartition initiale au simple quotient électoral leur aurait fait obtenir suffisamment de sièges pour totaliser plus de 8 représentants au Congrès, en incluant les sénateurs. Si cette règle avait été appliquée lors des élections parlementaires de 2021, 15 des 21 partis ayant obtenus des sièges n'aurait pas atteint le seuil de 5 %, dont deux qui aurait bénéficié de l'exception. Dans l'avant-projet, cette dernière n'incluait initialement que les sénateurs non concernés par le renouvellement par moitié du Sénat organisé en même temps que celui intégral de la chambre des députés. La Constituante a cependant modifié l'article pour comptabiliser également ceux élus simultanément. Afin de faciliter le changement, une disposition transitoire prévoit néanmoins que le seuil soit exceptionnellement abaissé à 4 % et 4 représentants pour l'exception lors des prochaines élections parlementaires en 2025. Pour ce scrutin, la Constituante a également autorisé que des partis puissent fusionner entre eux après le vote afin de passer le seuil et obtenir des sièges, annulant de facto le seuil pour ces élections,.
La discipline de parti est également renforcée en imposant qu'un parlementaire qui quitte le parti sous l'étiquette duquel il a été élu perde automatiquement son siège. Une disposition du texte de l'avant-projet prévoyait de permettre aux partis de donner de manière exceptionnelle des consignes de vote obligatoire à leur parlementaires sur des lois concernant directement le programme ou les principes des partis. Cette disposition est cependant rejetée par les républicains qui y voient une atteinte au principe de la responsabilité des parlementaires envers les seuls électeurs. Selon le même principe, l'article faisant perdre son siège à un parlementaire en cas d'expulsion est rejeté en raison du pouvoir important qu'il aurait accordé aux chefs de partis, jugé « anti-démocratique » par les républicains,.
Si l'Assemblée constituante rejette la proposition du comité d'experts d'organiser les élections parlementaires en même temps que le second tour de l'élection présidentielle plutôt que du premier, elle approuve en revanche le renforcement des pouvoirs présidentiels. Ainsi, le projet de Constitution prévoit que les projets de loi déposés par le président de la République dans son domaine réservé ne pourront être rejetés qu'à la majorité des quatre septièmes, et feront l'objet d'un contrôle de constitutionnalité opéré par le Tribunal constitutionnel. Le chef de l'État peut déclarer la priorité sur trois projets de loi par an, qui devront donc être examinés et faire l'objet d'un vote dans un délai d'un an, un système de sanction étant instauré à l'encontre des commissions parlementaires qui n'inscriraient pas ces projets prioritaires à leur ordre du jour,. Le système électoral présidentiel reste en revanche inchangé, avec un mandat de quatre ans non-renouvelable immédiatement.

### Autres dispositions

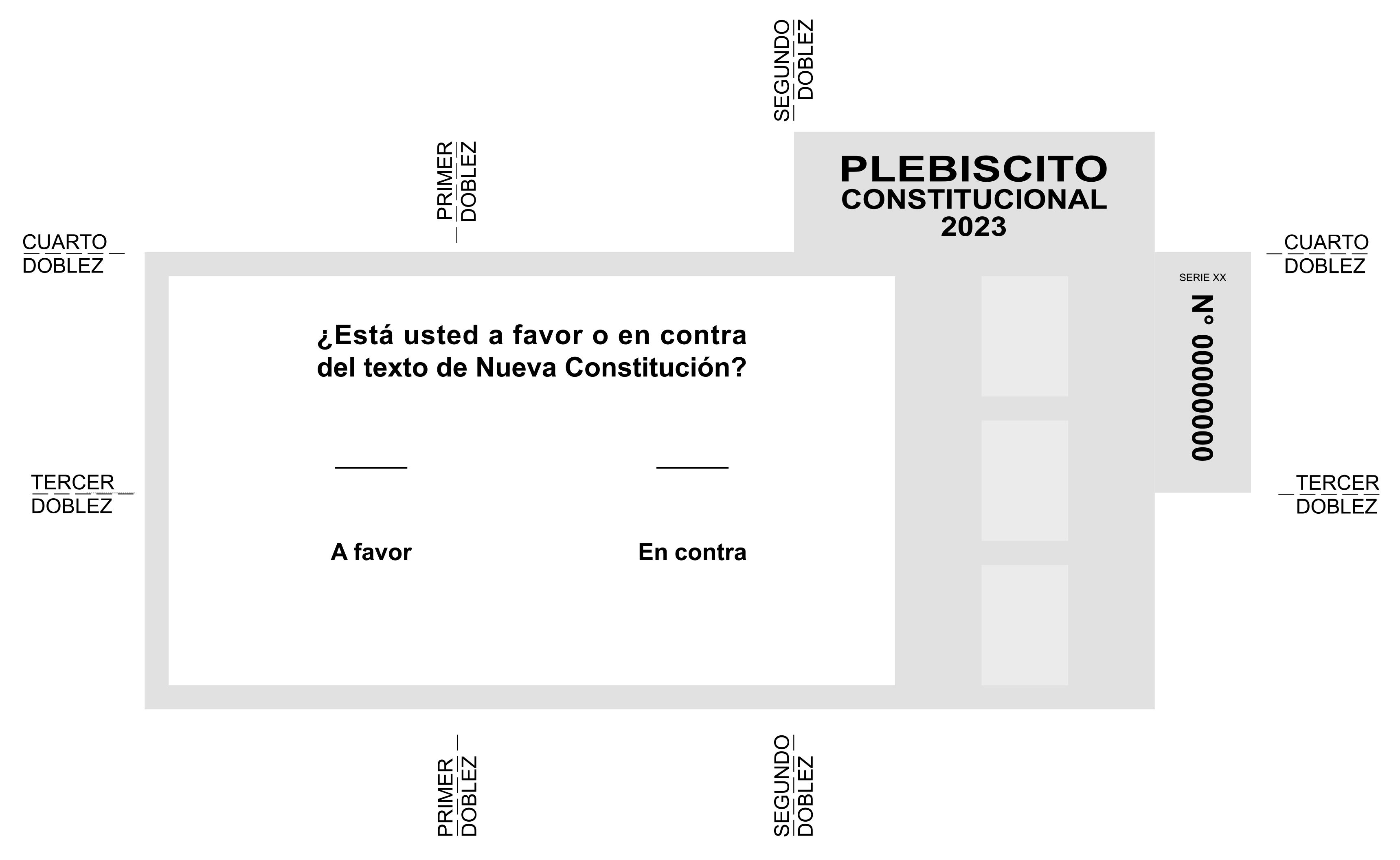
Bulletin de vote utilisé

Les constituants reviennent également sur la perte par les forces armées, de l'ordre et de sécurité d'un chapitre dédié à l'énoncé explicite de leurs pouvoirs et de leur protection, présent dans la Constitution existante mais absent de l'avant-projet. Le silence de ce dernier concernant le contrôle de l'immigration est aussi remis en cause, au profit de la constitutionnalisation d'un organisme chargé de cette question, ainsi que du principe de renvoi immédiat à la frontière des immigrés entrés dans le pays de manière clandestine,.
Le projet de Constitution crée un organisme de lutte contre la corruption. Il impose que les assemblées d'élus soient composées d'au moins 40 % de membres de chaque sexe. Les militaires ont désormais l'interdiction d'adhérer à un parti politique. Le texte prévoit également de constitutionnaliser des mesures restreignant le droit de grève.
La Constituante vote l'ajout d'un article accordant le droit à un logement adéquat, mais en le liant à l'exemption des résidences principales de la taxe d'habitation. Si l'article ne concerne qu'une faible partie de la population dont les résidences principales sont pour la plupart déjà exemptées du fait de leur faible valeur, il est accusé de favoriser les foyers les plus fortunés ainsi qu'une partie de la classe moyenne de façon populiste.
Le Parti républicain se lance par ailleurs dans l'ajout d'articles polémiques sur des questions jugées très annexes. Est ainsi proposé l'ajout de la cueca et du rodéo en tant que danse et sport nationaux, suscitant le rejet farouche d'une partie de la population qui refuse une vision unique de l'identité nationale au détriment d'autres formes de folklore, ainsi que des opposants au rodéo au sein des organisations de protection des animaux. L'article suscite l'attention des commentateurs qui y voient alors une preuve de l'absence de désir de consensus des républicains, qui reproduiraient les erreurs de la précédente Assemblée constituante en rédigeant un texte aux idées radicales. Les républicains tentent alors de se rattraper auprès de l'opinion publique en acceptant de modifier les amendements les plus controversés — dont notamment celui sur le droit de l'enfant à naitre ou celui sur la possibilité pour les personnes malades ou de plus de 75 ans de purger leurs peines de prison à domicile, restreint aux seules personnes en phase terminale reconnues comme ne pouvant plus représenter un danger pour la société,.

## Campagne

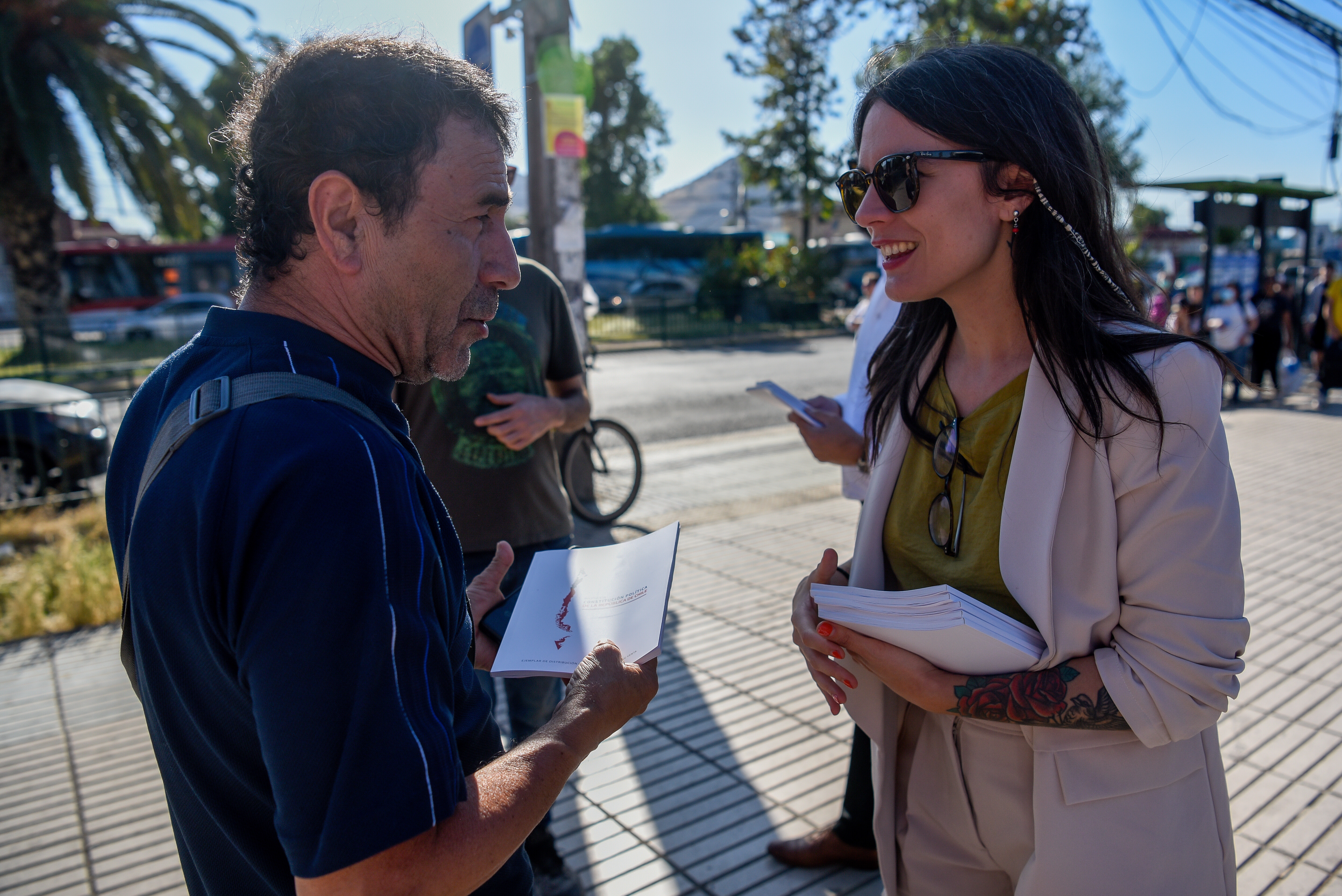
La ministre-secrétaire générale Camila Vallejo participant à une distribution d'exemplaires du projet de Constitution en novembre 2023.

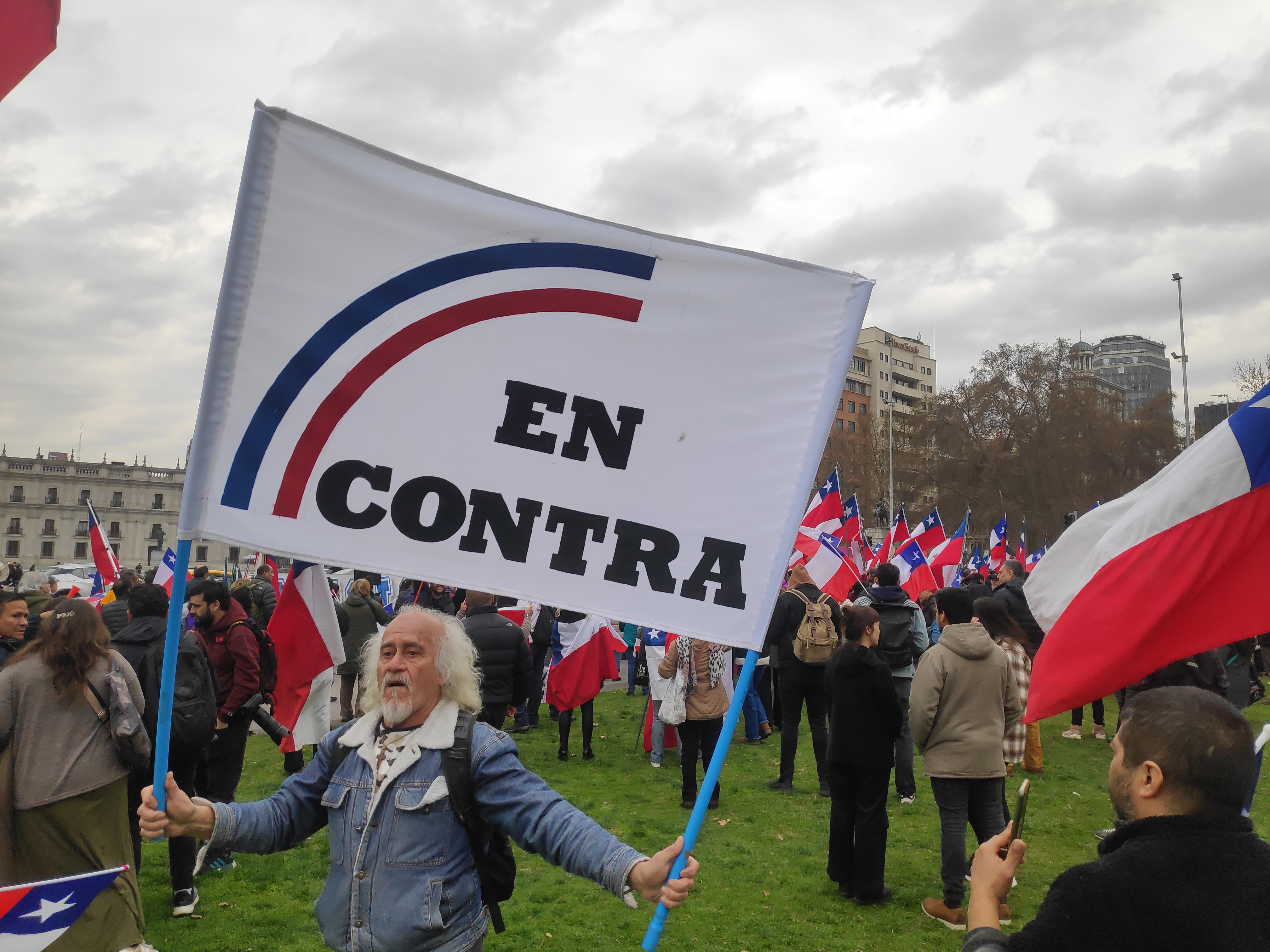
Manifestant appelant à voter contre en septembre 2023.

Le vote final du projet de Constitution par l'Assemblée constituante intervient le 30 octobre 2023, suivi de la remise officielle du texte au président Gabriel Boric le 7 novembre. Le même jour, ce dernier signe le décret de convocation du référendum pour le 17 décembre suivant,. Un total de 15 406 352 électeurs sont invités à se rendre aux urnes, dont 127 552 Chiliens de la diaspora. Comme lors du référendum de 2022 et des élections constituantes de 2023, le vote est rendu obligatoire sous peine d'une amende de 0,5 à 3 unités fiscales mensuelles en fonction des revenus de la personne, soit environ 30 à 190 peso chilien. Sont cependant exemptés les électeurs malades, en déplacement à l'étranger ou à plus de 200 kilomètres de leur domicile, ou pouvant se faire reconnaître dans l'incapacité de participer à un vote,.
La présidente de l'Assemblée constituante et membre du Parti républicain, Beatriz Hevia, appelle à voter pour le projet de nouvelle Constitution, défendant un « texte qui met fin à l'incertitude institutionnelle et politique ». Le Parti républicain se fracture cependant quelques jours avant le scrutin. Plusieurs de ses dirigeants, emmenés par le sénateur Rojo Edwards, créent un nouveau parti appelant à voter contre ce projet de Constitution qu'ils jugent trop modéré. Dans le contexte d'une augmentation depuis plusieurs années de la criminalité — avec notamment une augmentation de 46 % entre 2021 et 2022 du taux d'homicide, qui reste néanmoins très bas pour le continent avec 6,7 meurtres pour 100 000 habitants —, les partisans du texte font surtout campagne sur les thèmes sécuritaires, associant les étrangers à la délinquance et mettant en avant « l’expulsion dans les plus brefs délais » des immigrants en situation irrégulière que prévoit le projet de nouvelle Constitution. Si les étrangers — qui constituent 9 % de la population du Chili — ne représentent que 3 % des criminels condamnés entre 2010 et 2023, les faits divers les impliquant ont été particulièrement médiatisés, dont notamment les activités des gangs parmi lequel la part d'étrangers condamnés pour cette activité grimpe à 30 %. L'arrivée récente de gangs criminels étrangers en provenance notamment du Venezuela voisin, tel que le « Tren de Aragua », a conduit la population à associer fortement les étrangers à ces crimes. Ainsi, 69 % des Chiliens estiment que l’immigration contribue à faire grimper la criminalité, et plus de 90 % s'estiment en insécurité,,.
La coalition gouvernementale Approbation dignité appelle à voter contre le projet, qu'elle juge dépourvu de compromis, « mesquin et mauvais ». Les articles allant à l'encontre de la mise en place d'un État social et du droit à l'avortement ainsi que l'article exemptant de taxe d'habitation les résidences principales concentrent notamment les critiques. Le président Gabriel Boric se place quant à lui en retrait, se contentant de déclarer que « les Chiliens décideront si ce texte nous unit ». À sa gauche, le Frente Amplio, le Parti socialiste et le Parti communiste se coordonnent au sein d'une plate-forme commune pour faire campagne. Dans un pays profondément inégalitaire et au système économique néolibéral, ils dénoncent le « statut constitutionnel » qu'apporterait le texte à la gestion privatisée de l'éducation, de la santé et du système de retraite, et les « privilèges » donnés à certains secteurs économiques au détriment des droits sociaux. La gauche se trouve néanmoins dans une situation paradoxale puisque le rejet du texte entrainerait le maintien de la Constitution héritée de Pinochet, à laquelle elle s'est toujours opposée.
Les sondages rapportent un désintérêt pour le processus constituant et une majorité d'électeurs opposés à la nouvelle Constitution au point de préférer celle existante, pourtant à l'origine du processus constituant lors du mouvement social entamé en 2019. La population chilienne ne souhaiterait pas qu'un échec au référendum soit suivi d'une troisième tentative de rédaction d'une nouvelle Constitution. Cet avis est alors partagé par le gouvernement chilien. Gabriel Boric se déclare en effet opposé à une poursuite du processus sous sa présidence en raison de l'impact négatif de l'incertitude politique sur l'économie, jugeant que le Chili doit maintenant « allez de l'avant »,.
Si les sondages indiquent une faible majorité d'opinions défavorables au projet de la seconde constituante au moment du vote final du texte, la part importante d'indécis et la tendance favorable au vote « Pour » amènent initialement les observateurs à juger assez incertaine l'issue du scrutin. A l'approche du vote, la part des sondés opposés au texte connait cependant une hausse, rendant très probable un second rejet.

## Sondages
| Date          | Institut            | Pour   | Contre | Indécis | Échantillon |
| ------------- | ------------------- | ------ | ------ | ------- | ----------- |
| 22-24 mars    | Cadem               | 34 %   | 44 %   | 22 %    | 705         |
| 10-11 mai     | Cadem               | 40 %   | 36 %   | 24 %    | 707         |
| 24-26 mai     | Cadem               | 34 %   | 46 %   | 20 %    | 703         |
| 1-2 juin      | Cadem               | 28 %   | 48 %   | 24 %    | 712         |
| 1-5 juin      | Criteria            | 19 %   | 27 %   | 54 %    | 1000        |
| 7-9 juin      | Cadem               | 26 %   | 51 %   | 23 %    | 708         |
| 14-16 juin    | Cadem               | 26 %   | 53 %   | 21 %    | 708         |
| 22-23 juin    | Cadem               | 29 %   | 53 %   | 18 %    | 704         |
| 28-30 juin    | Cadem               | 30 %   | 54 %   | 16 %    | 709         |
| 27-30 juin    | Activa              | 17,2 % | 23,9 % | 58,9 %  | 1064        |
| 1-4 juil      | Criteria            | 17 %   | 31 %   | 52 %    | 1000        |
| 5-7 juil      | Cadem               | 25 %   | 55 %   | 20 %    | 705         |
| 12-13 juil    | Panel Ciudadano-UDD | 10 %   | 33 %   | 57 %    | 1853        |
| 19-21 juil    | Cadem               | 26 %   | 57 %   | 17 %    | 705         |
| 26-27 juil    | Panel Ciudadano-UDD | 10 %   | 33 %   | 52 %    | 1912        |
| 24-28 juil    | Activa              | 12,1 % | 26,3 % | 61,6 %  | 1058        |
| 3-8 août      | Criteria            | 15 %   | 41 %   | 44 %    | 1000        |
| 11-12 août    | Panel Ciudadano-UDD | 11 %   | 38 %   | 45 %    | 1045        |
| 23-25 août    | Cadem               | 24 %   | 56 %   | 20 %    | 704         |
| 28-31 août    | Activa              | 15,6 % | 27,4 % | 57 %    | 1076        |
| 30 ago-1 sept | Cadem               | 30 %   | 53 %   | 17 %    | 705         |
| 1-5 sept      | Criteria            | 16 %   | 45 %   | 39 %    | 998         |
| 13-15 sept    | Cadem               | 23 %   | 57 %   | 20 %    | 703         |
| 20-21 sept    | Panel Ciudadano-UDD | 12 %   | 41 %   | 47 %    | 1786        |
| 20-22 sept    | Cadem               | 21 %   | 59 %   | 20 %    | 705         |
| 25-29 sept    | Activa              | 11,3 % | 36,3 % | 52,4 %  | 1036        |
| 27-29 sept    | Cadem               | 24 %   | 54 %   | 22 %    | 705         |
| 4-6 oct       | Cadem               | 28 %   | 53 %   | 19 %    | 705         |
| 5-10 oct      | Criteria            | 18 %   | 48 %   | 34 %    | 1000        |
| 11-13 oct     | Cadem               | 28 %   | 53 %   | 19 %    | 701         |
| 18-20 oct     | Cadem               | 31 %   | 54 %   | 15 %    | 702         |
| 25-26 oct     | Cadem               | 34 %   | 51 %   | 15 %    | 705         |
| 23-26 oct     | Activa              | 12,3 % | 36,7 % | 51 %    | 1171        |
| 2-3 nov       | Cadem               | 35 %   | 50 %   | 15 %    | 702         |
| 2-6 nov       | Criteria            | 20 %   | 42 %   | 38 %    | 1000        |
| 8-10 nov      | Cadem               | 32 %   | 50 %   | 18 %    | 710         |
| 11-12 nov     | Panel Ciudadano-UDD | 28 %   | 45 %   | 27 %    | 1815        |
| 14-16 nov     | Activa              | 22,2 % | 43,6 % | 34,2 %  | 1318        |
| 15-17 nov     | Cadem               | 32 %   | 49 %   | 19 %    | 711         |
| 16-17 nov     | Panel Ciudadano-UDD | 29 %   | 49 %   | 22 %    | 1722        |
| 20-21 nov     | Panel Ciudadano-UDD | 32 %   | 49 %   | 19 %    | 1722        |
| 22-24 nov     | Cadem               | 38 %   | 46 %   | 16 %    | 705         |
| 27-30 nov     | Activa              | 26,7 % | 39,6 % | 33,7 %  | 1607        |
| 29-30 nov     | Panel Ciudadano-UDD | 35 %   | 47 %   | 18 %    | 7812        |

## Résultat
| Choix                  | Votes      | %     |
| ---------------------- | ---------- | ----- |
| Pour                   | 5 472 375  | 44,21 |
| Contre                 | 6 905 483  | 55,79 |
|                        |            |       |
| Votes valides          | 12 377 858 | 95,00 |
| Votes blancs           | 169 968    | 1,30  |
| Votes invalides        | 480 826    | 3,70  |
| Total                  | 13 028 652 | 100   |
| Abstention             | 2 377 700  | 15,43 |
| Inscrits/Participation | 15 406 352 | 84,57 |

Êtes-vous pour ou contre le texte de la nouvelle Constitution ?
| Votes Pour (44,21 %) |  |  | Votes Contre (55.79 %) |
| ▲                    |  |  |                        |
| Majorité absolue     |  |  |                        |

## Conséquences

Résultats par municipalité.

Comme attendu, le projet de nouvelle Constitution est rejeté par les électeurs, bien qu'à une majorité plus faible que celui de 2022. Ce second échec met fin au processus constituant entamé trois ans plus tôt, le président Gabriel Boric réitérant au soir du scrutin sa position exprimée lors de la campagne en annonçant le processus constitutionnel « clos ». Considérant qu'aucune des deux constitutions soumises au vote n'a « réussi à représenter ou à unir le Chili dans sa belle diversité », et que celui ci est désormais confronté à « d'autres urgences », le président acte ainsi le maintien de la Constitution de 1980, malgré son adoption controversée sous le régime de Pinochet.
La décision de Gabriel Boric reflète un sentiment largement partagé chez une population confrontée aux problèmes économiques et sécuritaires, où domine désormais une atmosphère de désenchantement et de lassitude vis à vis de la question constitutionnelle, qui promettait de les unir avant de finalement les diviser,,.